# André Labatut
André Labatut (ou Labattut), né le 18 juillet 1891 à Bordeaux et mort le 30 septembre 1977 dans la même ville, est un escrimeur français. Membre de l'équipe de France de fleuret et d'épée, il est champion olympique par équipe dans ces deux disciplines aux Jeux olympiques d'été de 1924.

## Palmarès

### Jeux olympiques
- Médaille d'or en épée par équipe  aux Jeux olympiques d'été de 1924.
- Médaille d'or en fleuret par équipe aux Jeux olympiques d'été de 1924.
- Médaille d'argent en fleuret par équipe aux Jeux olympiques d'été de 1920.
- Médaille d'argent en fleuret par équipe aux Jeux olympiques d'été de 1928.

### Championnats de France
- Champion de France au fleuret en 1928[1].
- Champion de France à l'épée en 1930[2].